# Farmácia de Santa Maria Novella

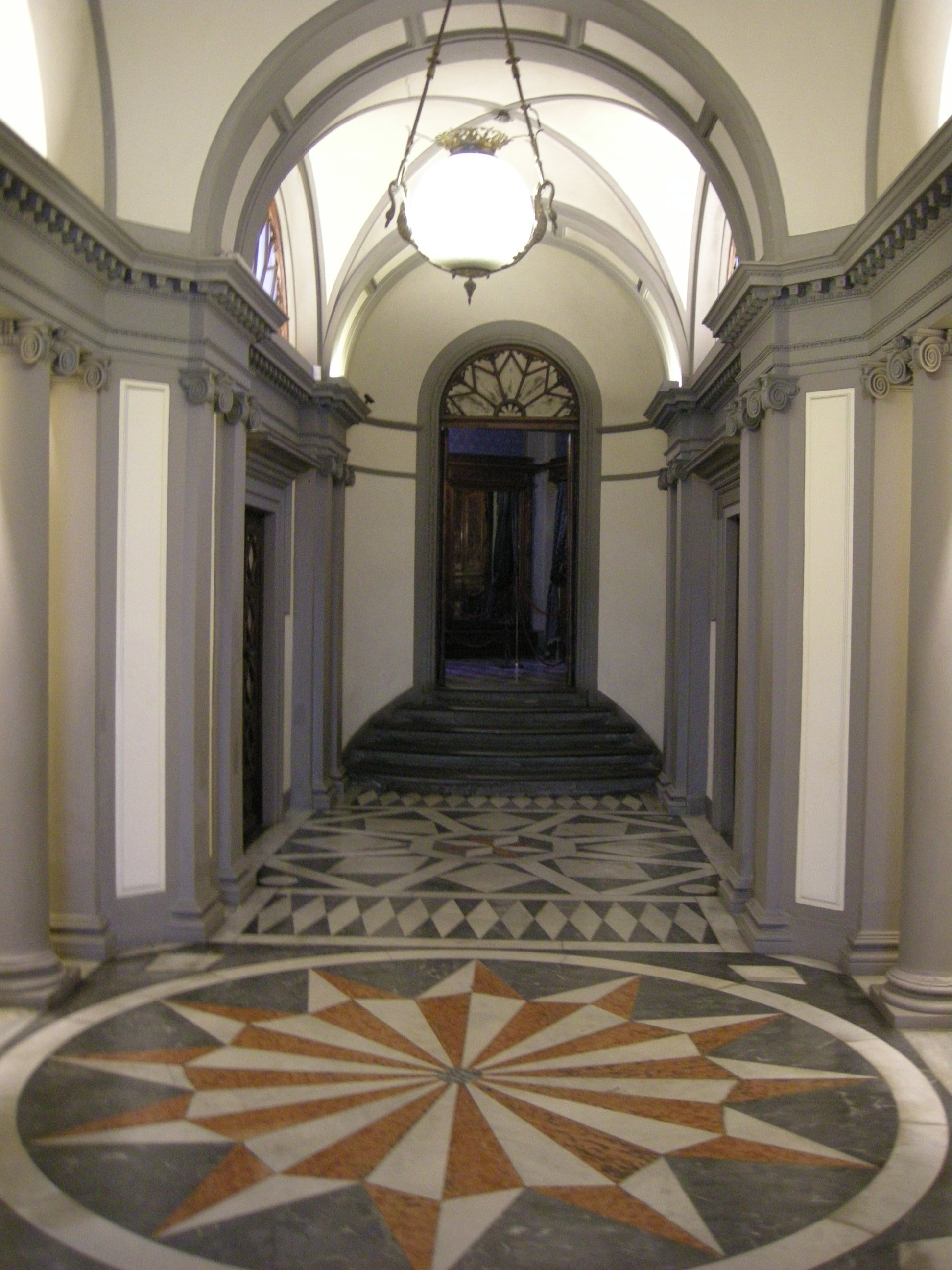
Entrada

A Farmácia de Santa Maria Novella ou Officina Profumo-Farmaceutica di Santa Maria Nuova é uma antiga farmácia localizada em Florença, Itália. É considerada a farmácia mais antiga da Europa inaugurada no ano de 1221.Faz parte do convento da Basílica Santa Maria Novella.